# Technical Itch
Марк Каро́ (англ. Mark Caro), более известный как Technical Itch (Те́кникал Ич) — британский продюсер, диджей, владелец лейблов Penetration Records и Tech Itch Recordings, совладелец Technical Freaks.

## Биография
Марк Каро родился в начале 1970-x в Бирмингеме.
Бирмингем — индустриальный город, очень мрачный, в нём много заводов и фабрик. Несмотря на то, что я очень спокойный парень — внутри я злой. Моя музыка — ответная реакция на атмосферу города, она освобождает мою душу.
Начав с карьеры диджея на местных рейвах в 1991 году, Марк переходит к созданию собственных композиций, и уже в 1993 году под псевдонимом ent.T. выпускает свой дебютный мини-альбом Dredman.
Познакомившись с Дарреном Бейлом, более известным как Decoder, Марк переезжает в Бристоль, и в 1994 году выходит в свет их совместный альбом Plasmic Life Vol 1.
Затем Марк открывает собственную звукозаписывающую компанию Tech Itch Recordings. Долгое время продукция лейбла остаётся неизвестной, но благодаря Кенни Кену (англ. Kenny Ken), использующему релизы в своём эфире на Kiss FM, лейбл обретает уважение и известность.
Вскоре Марк подписывает контракт с известным лейблом Moving Shadow и переезжает в Бристоль. В 1999 году выходит альбом Diagnostics.
В сотрудничестве с Доном Девисом (англ. Don Davis) написан саундтрек к «Аниматрице».
В 2006 году под псевдонимом Tech Itch Марк начинает выпускать релизы в стиле дабстеп на лейбле Ascension.